# François Didot
Pour les articles homonymes, voir Didot.
François Didot (1689-1757) est un imprimeur, le premier de la famille Didot.

## Biographie
Fils de Denis Didot, un commerçant à Paris originaire de Lorraine, Didot a appris le métier de l’imprimerie.
En 1713, il ouvre une imprimerie et une librairie,.
Il était l'ami de l'Abbé Prévost, publia tous ses ouvrages. Sa librairie À la Bible d'Or était quai des  Grands-Augustins à Paris.
Son fils François-Ambroise Didot lui a succédé.